# Abou Rawash
Abou Rawash (ou Abou Roash) (en arabe : أبو رواش) est un site archéologique de l'Égypte antique situé à quinze kilomètres à l'ouest du Caire et à huit kilomètres au nord de Gizeh. Le site comporte une nécropole de la Ire dynastie (période thinite), les ruines de la pyramide de Djédefrê et une nécropole d'élite de la IVe dynastie, des galeries rupestres à Ouadi Qaren datées du IVe siècle, une enceinte pharaonique mal datée, un couvent copte du Ve siècle, des tombes rupestres du Nouvel Empire, et les ruines d'un monument en brique crue nommé Pyramide n° 1 de Lepsius.

## Historique des fouilles
Les premières fouilles archéologiques de cette nécropole memphite sont conduites en 1901 par Émile Chassinat, directeur de l'Institut français d'archéologie orientale du Caire (IFAO). Des travaux archéologiques récents menés par Michel Valloggia en collaboration avec l'université de Genève, l'IFAO et le Conseil suprême des Antiquités égyptiennes ont également mis au jour une nécropole de la IVe dynastie contemporaine de l'édification de la pyramide de Djédefrê et qui contient les mastabas de certains membres de la famille royale ainsi que ceux des dignitaires du règne éclairant davantage encore l'histoire de cette dynastie.

## Site archéologique

### Nécropole de laIredynastie
Elle comprend environ deux douzaines de mastabas mis au jour par Pierre Montet (1913-1914), puis Adolf Klasens (1959), mais mal étudiés. Il s'agit d'une nécropole d'élite puisque les tombeaux correspondent à ceux de hauts fonctionnaires du roi Den. La nécropole s'est développée sur une hauteur, destinée à être vue à une grande distance. Les monuments, de grande dimension, furent dans un premier temps assimilés à des tombes royales. Les monuments associent une construction en brique crue, le mastaba proprement dit, comprenant une façade décorée de niches, qui à l'origine devaient être recouvertes de couleurs vives, et des appartements funéraires creusés dans le rocher fermés par des herses en pierre où s'entassait un mobilier somptueux.
La céramique qui y a été retrouvée est datée de la période Nagada IIIC2, soit sous le règne de Den. Ces tombes n'ont pas été réutilisées postérieurement. Les stèles découvertes par Montet indiquent le nom et le titre de leurs occupants qui étaient de hauts fonctionnaires. Le mobilier se compose de nombreux objets en cuivre (ciseaux, couteaux, rasoirs, herminettes, vases), de pièces de jeu (os, ivoire), de statuettes de lions (ivoire) et de palettes rectangulaires en grauwacke. Autour de ces mastabas, il existe des tombes subsidiaires pour lesquelles l'identité de leurs occupants demeure à ce jour inconnue (membres de la famille ? serviteurs ?).

### Pyramide de Djédefrê

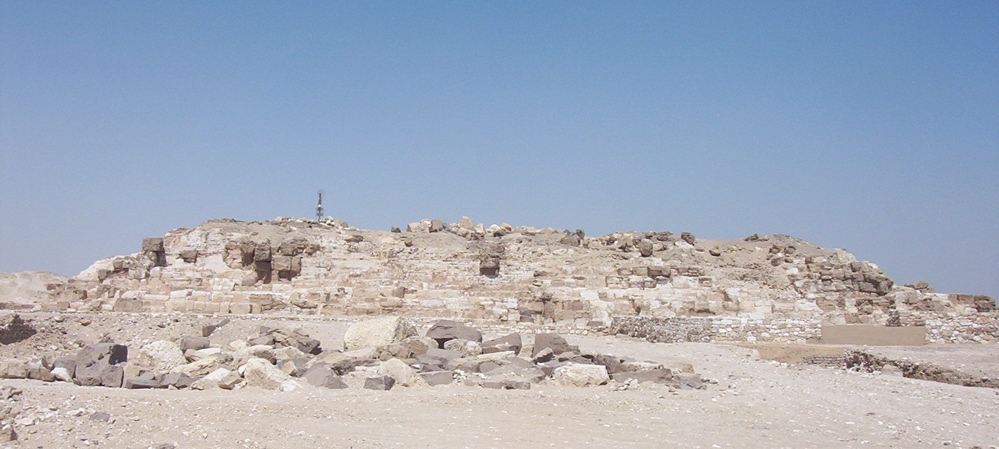
Ruine de la pyramide de Djédefrê.

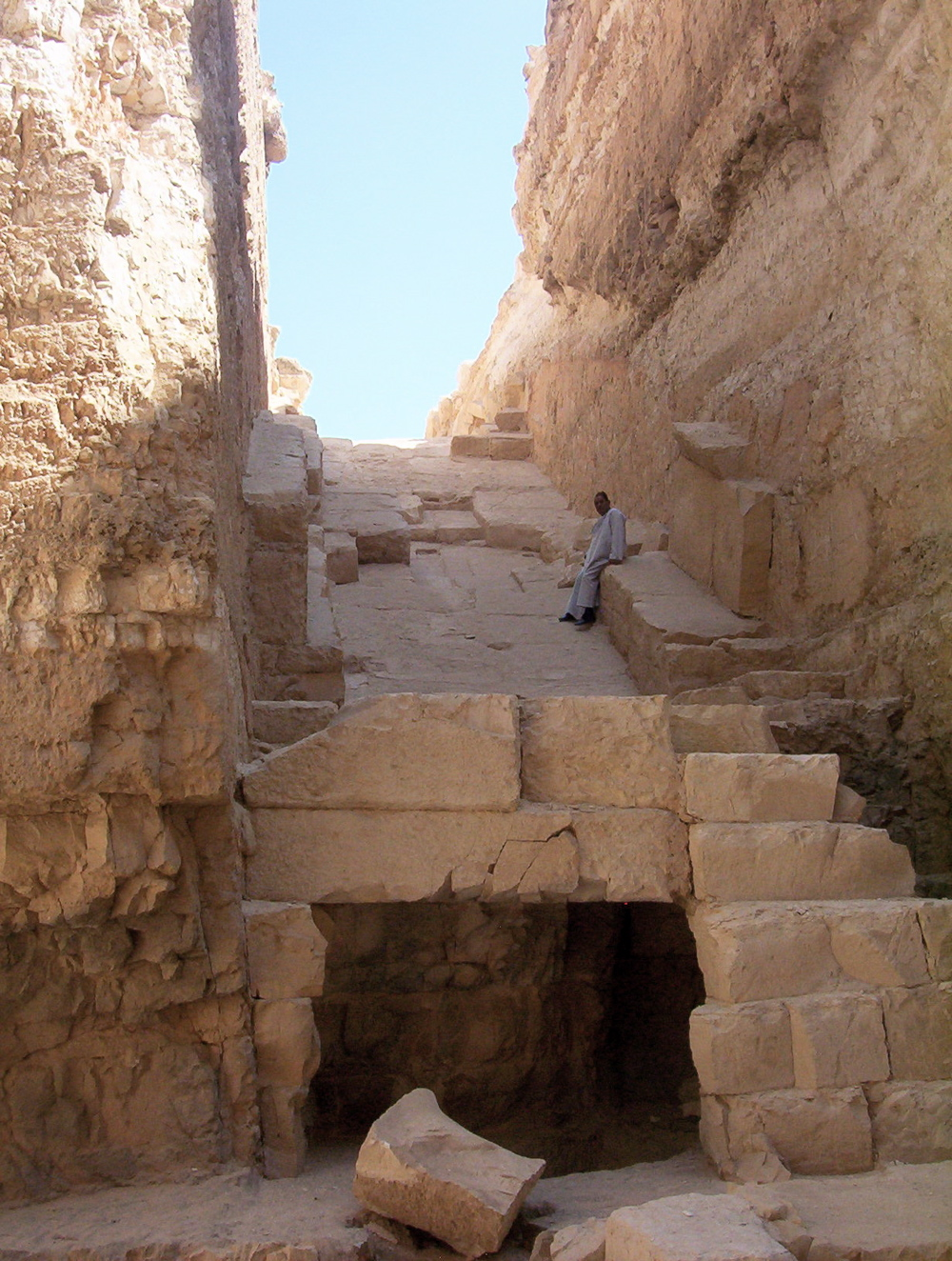
Vue de l'aménagement souterrain de la pyramide de Djédefrê.

C'est sur un rocher calcaire escarpé dominant les terres cultivés du delta du Nil que le pharaon Djédefrê, troisième roi de la IVe dynastie et successeur de Khéops, choisit d'ériger sa pyramide. Cette pyramide est la plus septentrionale de toutes les pyramides égyptiennes ayant subsisté jusqu'à nos jours. Plusieurs raisons sont avancées pour expliquer le choix de ce site :
- la volonté de marquer son attachement à la IIIe dynastie, dont une nécropole était déjà présente sur le site ;
- la volonté de profiter de la situation dominante du plateau d'Abou Rawash pour dépasser la hauteur absolue de la pyramide de son prédécesseur, Khéops, avec une pyramide de soixante-huit mètres (pour une hauteur absolue de 256 m contre 206,7 m pour celle de Khéops)[6],[7],[8].

### Nécropole de laIVedynastie
La nécropole, qui fut baptisée « F » au début du XXe siècle, a été bâtie sur une colline peu élevée, à environ 1,5 km de la pyramide de Djédefrê. Elle n'a été reconnue comme une nécropole d'élite, comportant notamment les mastabas des fils de Rêdjédef, qu'à la suite des travaux de Michel Baud (2001-2010). Elle comporte une cinquantaine de tombeaux répartis en deux groupes principaux aux extrémités nord et sud de la colline. Chaque groupe comporte des allées qui séparent les mastabas. Le très mauvais état des chapelles de culte ne permet pas de comprendre les raisons de ces regroupements (familiaux ? professionnels ?).
Dans le groupe sud, le mastaba F37, a dû, au vu de ses dimensions, appartenir à un prince royal dont l'identité demeure inconnue. Les mastabas F38, F40 et F48 comportent des chapelles intérieures avec plan en « L » typiques de la IVe dynastie. Les similitudes avec les chapelles des tombes de Gizeh, y compris au niveau de la décoration, sont particulièrement frappantes.
Le groupe nord a subi d'importants pillages compliquant son interprétation. Il comporte deux mastabas de 50 m de longueur dominant le groupe côté est. Le mastaba F13 a été attribué à Hornit, l'un des fils de Djédefrê qui fut sans doute vizir.
Entre les deux groupes, l'espace est occupé par un ensemble de tombes mineures appartenant probablement à des fonctionnaires de second rang.
Le site a livré plus de 3 000 crânes et plus de 1 000 momies de petits animaux (essentiellement des musaraignes, rats, souris et quelques rapaces) dont la plupart ont été découvertes dans l'angle sud-est du mastaba F48. Elles pourraient provenir du puits sud de ce mastaba et auraient été vidangées par les pillards pour atteindre le caveau. Les momies sont de facture simple. Elles se présentent comme de simples paquets en lin, liés par des cordes végétales et renfermant les ossements d'un ou plusieurs animaux. Leur accumulation correspond peut-être à une réutilisation tardive (sous la XXXe dynastie ?) du mastaba F48, qui occupe un emplacement dominant dans la nécropole, en l'honneur du dieu Mekhenty-Irty, dieu tutélaire de la cité de Létopolis à laquelle était rattachée la nécropole d'Abou Rawash.

### Nécropole du Ouadi Qaren
Elle est située au nord de la pyramide de Djédefrê, dans la vallée sèche du Ouadi Qaren. Elle a été fouillée en 1922-1923 par Fernand Bisson de La Roque qui y mit au jour deux complexes de galeries, distantes d'une soixantaine de mètres, qu'il dénomma a1 et a2. Le site n'ayant pas livré un matériel riche et abondant est rapidement tombé dans l'oubli depuis et est désormais menacé par l'urbanisation croissante.
Le complexe a1, au nord-ouest, est constitué d'une caverne en forme de long couloir droit mesurant 38 m de long sur 3,50 m de large et 3 m de haut. Il dessert une succession de chambres latérales de 4 m de hauteur. L'ensemble est désormais complètement ensablé.
Le complexe a2 n'a été que partiellement dégagé par Bisson qui y découvrit un couloir nord-sud, l'entrée étant située au nord, mesurant 75 m de long, creusé en souterrain et desservant des chambres de chaque côté. L'entrée était précédée d'un portail, désormais ruiné, construit en pierres de taille. Les aménagements situés à l'ouest de l'entrée pourraient correspondre à une salle servant à l'embaumement des animaux. Un bloc de grès portant la titulature royale de Nectanébo II a permis de dater la nécropole de la XXXe dynastie. C'était une nécropole destinée aux animaux sacrés qui pourrait avoir été utilisée jusqu'à l'époque ptolémaïque.

### Pyramide n° 1 de Lepsius

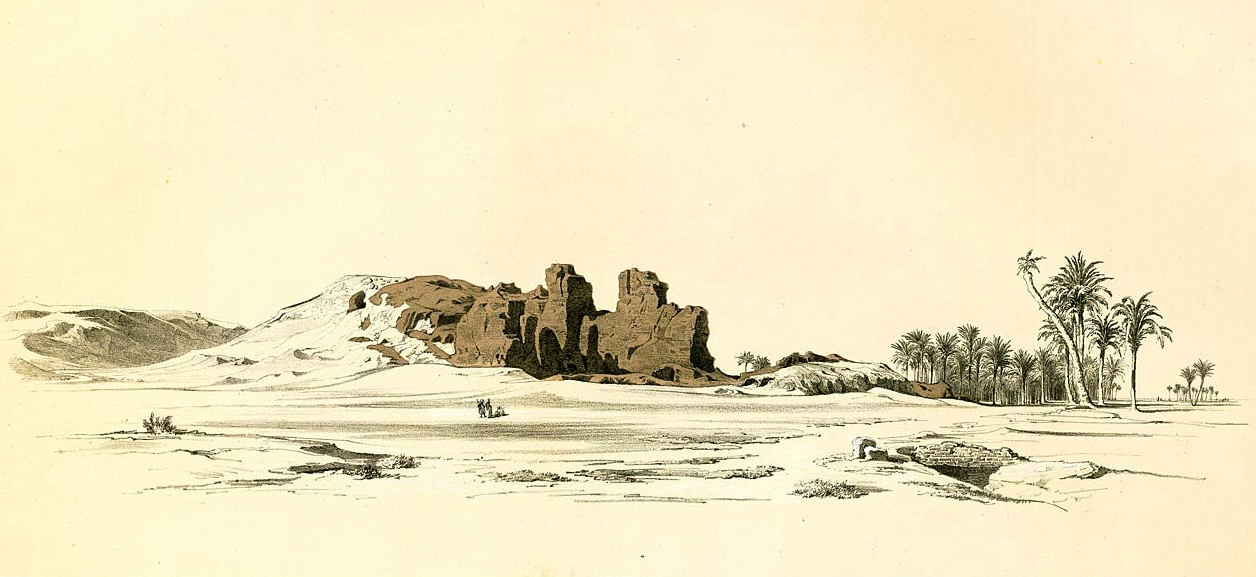
Dessin des ruines de la pyramide n° 1 de Lepsius.

La pyramide n° 1 de Lepsius est une pyramide anonyme, sans doute inachevée, construite en briques crues et située au nord-est de la nécropole sud d'Abou Rawash et à deux kilomètres à l'est de la pyramide de Djédefrê. Elle doit son nom à son découvreur l'égyptologue Karl Richard Lepsius qui la place au premier rang dans sa liste des pyramides d'Égypte. La forme du monument est toujours sujette à débat puisque certains égyptologues comme Jean-Philippe Lauer y voient plutôt un mastaba. Sa base est de 215 m et les estimations de la hauteur de la pyramide, s'il s'agit bien d'une pyramide, varient de 107,5 m à plus de 150,5 m (soit plus haute que la Grande Pyramide de Khéops).
Le bâtiment n'a pas pu être ni daté exactement, ni attribué sûrement à un pharaon. On n'a pas non plus trouvé d'inscriptions ou d'artefacts qui permettraient d'identifier son constructeur. Ses dimensions immenses pourraient conduire à la rattacher aux IIIe et IVe dynasties mais l'utilisation des briques crues pour la construction des pyramides ne fut pratiquée que durant les XIIe et XIIIe dynasties. Certains ont attribué le monument à Houni sans plus de preuves.
Son achèvement est peu probable, tout comme l'inhumation dans la chambre funéraire, car plus de trente tombes en pierre datant des Ve et VIe dynasties ont été creusées dans le sous-sol rocheux, ce qui suggère que la pyramide était déjà un site funéraire abandonné à l'époque.

## Géologie
La succession des couches sédimentaires dans la région d'Abou Rawash s'étend du Crétacé tardif au Quaternaire, mais elle est ponctuée de plusieurs surfaces de discordance. La succession sédimentaire de la formation d'Abou Rawash correspond à des étages géologiques du Turonien et du Coniacien sur six couches successives (de la plus ancienne à la plus récente) : une couche clastique basal, une couche de calcaire marneux portant des rudistes, une couche de calcaire, une couche de calcaire marneux porteur d'actaeonella, une couche de calcaire crayeux à paillettes, une couche de calcaire marneux porteur de clicatules.

### Documentaire
- « La Quatrième Pyramide de Guizeh » (The Lost Pyramid of Djedefrê) (Origine USA, 2017, History Channel) - Diffusé en France sur RMC Découverte le 13 mars 2018